# Roches gravées de la Carapa
Les Roches gravées de la Carapa constituent des gravures rupestres, protégées des monuments historiques, situé dans la ville de Kourou, dans le département français de la Guyane.
Le site est classé monument historique par arrêté du 18 novembre 1993.

## Découverte
Tout d'abord mentionnées sur un plan cadastral de 1904, les roches sont ponctuellement signalées dans la littérature scientifique, notamment en 1955. Ce n'est cependant qu'en 1992 que les roches sont reconnues et intégrées à la carte archéologique. L'ensemble était alors supposé détruit avant sa redécouverte.
Les investigations montreront que les pétroglyphes sont présents en nombre - plus de 150 - et essentiellement concentrés sur deux rochers voisins. Un troisième ensemble semble être proche.